# The Simpsons Bowling
The Simpsons Bowling est un jeu vidéo en 3D sorti en 2001 sur borne d'arcade, développé et édité par Konami.

## Personnages
Il y a 9 personnages jouables :
- Homer Simpson
- Marge Simpson
- Bart Simpson
- Lisa Simpson
- Mr. Burns
- Apu Nahasapeemapetilon
- Krusty le Clown
- Groundskeeper Willie
- Abraham Simpson

Chaque personnages ont des spécialités différentes. La spécialité de Mr. Burns est le jet d'une boule avec un bon crochet, Willie a une bonne puissance. Abraham Simpson a des statistiques presque parfaites.

## Easter Eggs
Après un enchaînement de trois abats de suite, selon votre personnage, vous obtiendriez une boule spéciale. Le résultat sera un abat, la plupart du temps. Les boules spéciale sont :
- Boule de feu : une boule roulante flambante.
- Boule Maggie : Lancez Maggie en bas.
- Boule nucléaire : Jetez une boule nucléaire.
- Bombe : aboutirait à une grande explosion.

Abraham Simpson peut être débloquer en déplaçant rapidement le curseur de haut en bas (dans l'écran de sélection des personnages), Grand-père Simpson apparaîtra soudainement comme un personnage jouable.